# Elecciones para gobernadores de la República Democrática del Congo de 2007
Las elecciones para gobernadores de la República Democrática del Congo tuvieron lugar el 27 de enero de 2007, con una segunda vuelta programada para el 30 de enero que finalmente no tuvo que realizarse. En un principio las elecciones iban a celebrarse el 16 de enero. Las elecciones solo se celebraron en once de las provincias del país.
Los gobernadores y los vicegobernadores se eligieron a través de una elección indirecta por los miembros de las asambleas provinciales; el atraso fue resultado de las dificultades en escoger a los jefes tradicionales que debían ocupar los escaños reservados a ellos en las Asambleas Provinciales.

## Gobernadores elegidos
| Alianzas                                   | Partido                                                          | Gobernadores | Provincias                                                                           |
| ------------------------------------------ | ---------------------------------------------------------------- | ------------ | ------------------------------------------------------------------------------------ |
| Alianza para la Mayoría Presidencial (AMP) | Partido del Pueblo para la Reconstrucción y la Democracia (PPRD) | 7            | Bandundu, Kasai-Occidental, Katanga, Kinshasa, Maniema, Congo Oriental, Kivu del Sur |
| Alianza para la Mayoría Presidencial (AMP) | Independientes                                                   | 2            | Bas-Congo, Kivu del Norte                                                            |
| Alianza para la Mayoría Presidencial (AMP) | Fuerzas de Renovación (FR)                                       | 1            | Kasai-Oriental                                                                       |
| Unión de la Nación (UN)                    | Movimiento de Liberación del Congo (MLC)                         | 1            | Équateur                                                                             |
| Total                                      | Total                                                            | 11           | (fuente1), (fuente2)                                                                 |

Todos los gobernadores elegidos, menos uno, son partidarios del presidente Joseph Kabila.
| Provincia      | Gobernador                   | Partido            |
| Bandundu       | Richard Ndambu Wolang        | PPRD (AMP)         |
| Bajo Congo     | Simon Mbaki Batshia          | Independente (AMP) |
| Équateur       | José Makila Sumanda          | MLC (UN)           |
| Katanga        | Moïse Katumbi Chapwe         | PPRD (AMP)         |
| Kinshasa       | André Kimbuta Yango          | PPRD (AMP)         |
| Maniema        | Didier Manara Linga          | PPRD (AMP)         |
| Kivu del Norte | Julien Paluku Kahongya       | RCD-K-ML (AMP)     |
| Congo Oriental | Médard Autsai Asenga         | PPRD (AMP)         |
| Kivu del Sur   | Célestin Cibalonza Byaterana | PPRD (AMP)         |

## Protestas en el Bajo Congo
En la provincia del Bajo Congo, el candidato independiente gubernamental, Simon Mbatshi, vence con 15 votos al candidato opositor del MLC, Fuka Unzola, que obtiene un voto menos. Activistas opositores protestarán el resultado, alengado compra de votos y gritando "El Congo no puede ser reconstruido en la corrupción". Surge, entre tanto, una ola de violencia entre las fuerzas policiales leales al presidente Kabila y el "Bundu dia Kongo" (grupo religioso secesionista), que provoca 134 muertos. Los resultados serían anulados por el tribunal de apelaciones el 8 de febrero, pero el Tribunal Constitucional finalmente los aceptaría.